# Pavot arctique
Pour les articles homonymes, voir Pavot (plante) et Pavot (homonymie).
Papaver radicatum
Espèce
Classification APG III (2009)
Le pavot arctique (Papaver radicatum) est une espèce de plantes à fleurs de la famille des Papavéracées. C'est une plante herbacée poussant dans les régions arctiques et les zones alpines d'Europe, d'Amérique du Nord et d'Asie. Il se rencontre notamment sur l'île de Kaffeklubben, la terre émergée la plus proche du Pôle Nord, en compagnie de Saxifraga oppositifolia, à une latitude de 83° N, ce qui en fait les plantes les plus septentrionales du monde, .